# XHSPR-TDT

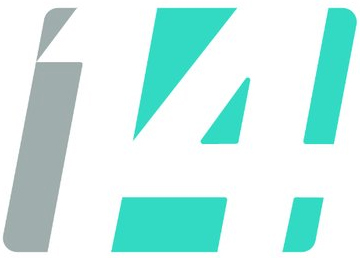

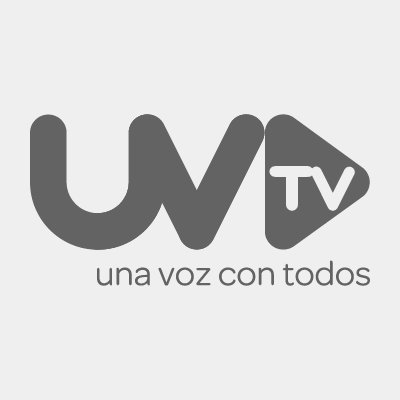

XHSPR-TDT es el indicativo del Canal 14 de televisión digital terrestre (TDT) operando para el Valle de México, perteneciente al Sistema Público de Radiodifusión del Estado Mexicano. Sus transmisiones comenzaron el 22 de marzo de 2012 con el distintivo XHOPMA-TDT. 
Es la estación de origen de la señal de Canal Catorce (anteriormente conocido como Una Voz Con Todos), el cual está disponible en el subcanal principal. También transmite la señal aprende+ de la Dirección General @prende.mx.

## Historia
El 31 de marzo de 2010, por decreto oficial publicado en el Diario Oficial de la Federación de México, se crea el Organismo Promotor de Medios Audiovisuales (conocido hoy como SPR). Dicho organismo se encarga de la difusión de la cultura multimedia en México a través de una cadena nacional en crecimiento que se encargó en un inicio a difundir principalmente el Canal Once del Instituto Politécnico Nacional fuera del Valle de México. Luego se incorporarían las señales del Canal 22 de CONACULTA (hoy Secretaría de Cultura), TV UNAM e Ingenio Tv exclusivamente en TDT. 
Posteriormente, el 22 de marzo de 2012, inicia sus transmisiones el Canal 30 de TDT en el Valle de México para cumplir con las mismas metas del OPMA pero omitiendo los canales 11 y 22 que tienen sus canales propios para la Ciudad de México. Solo difundiendo a Ingenio TV y TV UNAM, este último es difundido por el motivo de baja potencia de su propia señal y por el motivo que, hasta 2016, su señal se usaba con fines experimentales. Brevemente en el año 2014, se emitió el Canal Judicial por el canal virtual 30.3 con la leyenda de "señal de prueba", sin embargo no se ha vuelto a transmitir éste desde entonces. Posteriormente iniciaría sus transmisiones por el canal 30.5, pero no fue transmitido. 
Por parte de la reasignación de canales virtuales, ocurrida el 27 de octubre de 2016, El Instituto Federal de Telecomunicaciones asignó un cambio de canal. Pasando del 30 a 14. moviendo a Ingenio TV de 30.4 a canal 14.2 y a TV UNAM del 30.2 al canal 20.1, coincidiendo con XHUNAM-TDT.
El 17 de febrero de 2018, la estación XHOPMA-TDT cambió su distintivo a XHSPR-TDT.
Hasta el 4 de marzo de 2024 también transmitió la señal de TV UNAM de la Universidad Nacional Autónoma de México.

## Multiprogramación
| Canal de transmisión | Canal virtual | Resolución | Relación de aspecto | Nombre PSIP      | Programación  |
| -------------------- | ------------- | ---------- | ------------------- | ---------------- | ------------- |
| 30                   | 14.1          | 1080i      | 16:9                | XHSPR / Canal 14 | Canal Catorce |
| 30                   | 14.2          | 480i       | 16:9                | XHSPR / Ingenio  | aprende+      |
| 30                   | 14.3          | 480i       | 16:9                | XHSPR /          | TV Migrante   |

En el año 2016, los canales virtuales 30.3 y 30.5 fueron aprobados por el IFT para llevar la transmisión de las señales de Canal del Congreso y Canal Judicial respectivamente. Sin embargo, las señales nunca se emitieron de manera regular a través de la estación.

Actualmente ya no aparecen en la lista de multiprogramación autorizada para XHSPR-TDT.
El 4 de marzo de 2024, fue el último día en donde XHSPR-TDT se encargó de difundir la señal de tv•unam a todo el Valle de México debido a que XHUNAM-TDT tuvo una cobertura muy limitada transmitiendo para Ciudad Universitaria y sus cercanías.